# Gang of Eight (inlichtingendiensten)
De term Gang of Eight (groep van acht) wordt gebruikt om in de Verenigde Staten een groep van acht hooggeplaatste congresleden aan te duiden die in bijzondere omstandigheden ingelicht worden over vertrouwelijke informatie van de inlichtingen- en veiligheidsdiensten, wanneer deze te vertrouwelijk is om breder gedeeld te worden met het Congres.
Het Witte Huis (de uitvoerende macht) heeft de verantwoordelijkheid voor de veiligheidsdiensten (waaronder de CIA, FBI en NSA), maar wordt hierin gecontroleerd door het Congres. Het Congres heeft de verantwoordelijkheid om de inlichtingendiensten te controleren gedelegeerd aan hun commissies voor de inlichtingendiensten. Deze commissies zijn in de jaren 1970 ingesteld na een breed onderzoek naar de Central Intelligence Agency (CIA) en andere inlichtingendiensten in de nasleep van het Watergateschandaal. De leden van deze commissies worden aangewezen door de partijleiders in Senaat en Huis van Afgevaardigden.
De 1947 National Security Act (Wet op de Nationale Veiligheid) vereist dat de President het congres volledig geïnformeerd houdt over belangrijke inlichtingenactiviteiten - in de praktijk wordt alleen de 'Gang of Eight' geïnformeerd wanneer het vertrouwelijke informatie betreft.
De groep is gedefinieerd in 50 U.S. Code § 3093(c)(2) in het kader van covert actions (geheime operaties) en bestaat uit de leiders van beide grote partijen in zowel de Senaat als het Huis van Afgevaardigden, aangevuld met de leiders van de oppositie- en coalitiepartij in de commissie voor de inlichtingendiensten in zowel de Senaat en het Huis. De groep dient geheimhouding te garanderen, en stemt niet ter instemming. Wel kunnen de leden bezwaar aantekenen over voorgenomen operaties. Door de samenstelling van de groep wordt gegarandeerd dat de meest relevante leden van beide partijen op de hoogte zijn van geheime operaties, terwijl geheimhouding hen ervan weerhoudt om de informatie politiek in te zetten.
De aanduiding 'Gang of Eight' kreeg brede bekendheid rond de controverses over het breed inzetten van de inlichtingendiensten zonder gerechtelijk bevel onder president George W. Bush - een programma waarvan alleen de leden van de Gang of Eight op de hoogte waren gebracht, en waarover zij niets mochten delen met hun collega-volksvertegenwoordigers. Bush gaf in 2001 opdracht om de gevoelige inlichtingenoperaties alleen te delen met deze acht leden van de volksvertegenwoordiging. Op deze manier zou het Congres nog enige controle kunnen uitoefenen op het proces, terwijl hij het onmogelijk achtte om het met alle leden te delen. Toen voormalig Attorney General (minister van Justitie) Alberto Gonzales ondervraagd werd in 2007 over het programma, refereerde hij herhaaldelijk naar de groep als de 'Gang of Eight'.
In 2020 kwam Trump in verdere opspraak omdat hij de Gang of Eight niet had geïnformeerd over de door hem bevolen liquidatie van de Iraanse generaal Qassem Soleimani, terwijl enkele hooggeplaatste congresleden van de Republikeinse partij wel geïnformeerd waren.

## Leden
Anno 2020 bestaat de groep uit de volgende leden:
- United States House Permanent Select Committee on Intelligence (Commissie voor inlichtingendiensten van het Huis):
  - Adam Schiff (D-CA), voorzitter
  - Devin Nunes (R-CA), ranking member
- United States Senate Select Committee on Intelligence (Commissie voor inlichtingendiensten van de Senaat):
  - Richard Burr (R-NC), voorzitter
  - Mark Warner (D-VA), vicevoorzitter
- Leiders in het Huis van Afgevaardigden:
  - Nancy Pelosi (D-CA), Speaker of the House (spreker)
  - Kevin McCarthy (R-CA), leider van de minderheid
- Leiders in de Senaat:
  - Mitch McConnell (R-KY), leider van de meerderheid
  - Chuck Schumer (D-NY), leider van de minderheid